# Истън
 Тази статия е за града в Пенсилвания, САЩ.  За града в Кънектикът вижте Истън (Кънектикът).  
Истън (на английски: Easton) е град в североизточната част на Съединените американски щати, административен център на окръг Нортхамптън в щата Пенсилвания. Населението му е около 27 000 души (2016).
Разположен е на 64 метра надморска височина в североизточния край на областта Ридж енд Вали, на десния бряг на река Делауеър и на 23 километра североизточно от Алънтаун. Селището е основано през 1752 година върху земи, откупени от индианците делавари, и получава името на английско имение на тъста на колониалния деец Томас Пен.

## Известни личности
Родени в Истън
- Шанън Кърк (р. 1973), писателка
- Рандъл Мънроу (р. 1984), автор на комикси